# What the Doctor Ordered
What the Doctor Ordered é um filme de comédia dos Estados Unidos de 1912 em curta-metragem, dirigido por Frank Powell. Cópia do filme encontra-se conservada.